# كريستوف فرانكوبان
كريستوف فرانكوپان (بالمجرية: Frangepán Kristóf)(بالكرواتية: Krsto Frankopan Brinjski) (بالإيطالية: Cristoforo Frangipani) (1482م – 22 سبتمبر 1527م) كان كونتًا كرواتيًا من بيت فرانكوپان النبيل. وُلِد في زمن خطير، شهد فتح البوسنة على يد الدولة العثمانية وبداية حرب المائة عام الكرواتية العثمانية. وباعتباره من المؤيدين للملك يوحنا زاپولياي ملك المجر أثناء أزمة الخلافة بين يوحنا زاپولياي وفرديناند هابسبورغ، عُيّن حاكمًا لكرواتيا في عام 1526م، وتوفي في العام التالي أثناء قيادته لجيش موّله الملك يوحنا زاپولياي.
في عام 1496م وبفضل نفوذ عائلته، تزوجت شقيقته بياتريس من يانوش كورفينوس الابن غير الشرعي للملك المجري الراحل ماتياس هونياد، وأطلقت اسم أخيها "كريستوف" على ابنها الأكبر من  يانوش كورفينوس تيمناً به.

## خدمة آل هابسبورغ

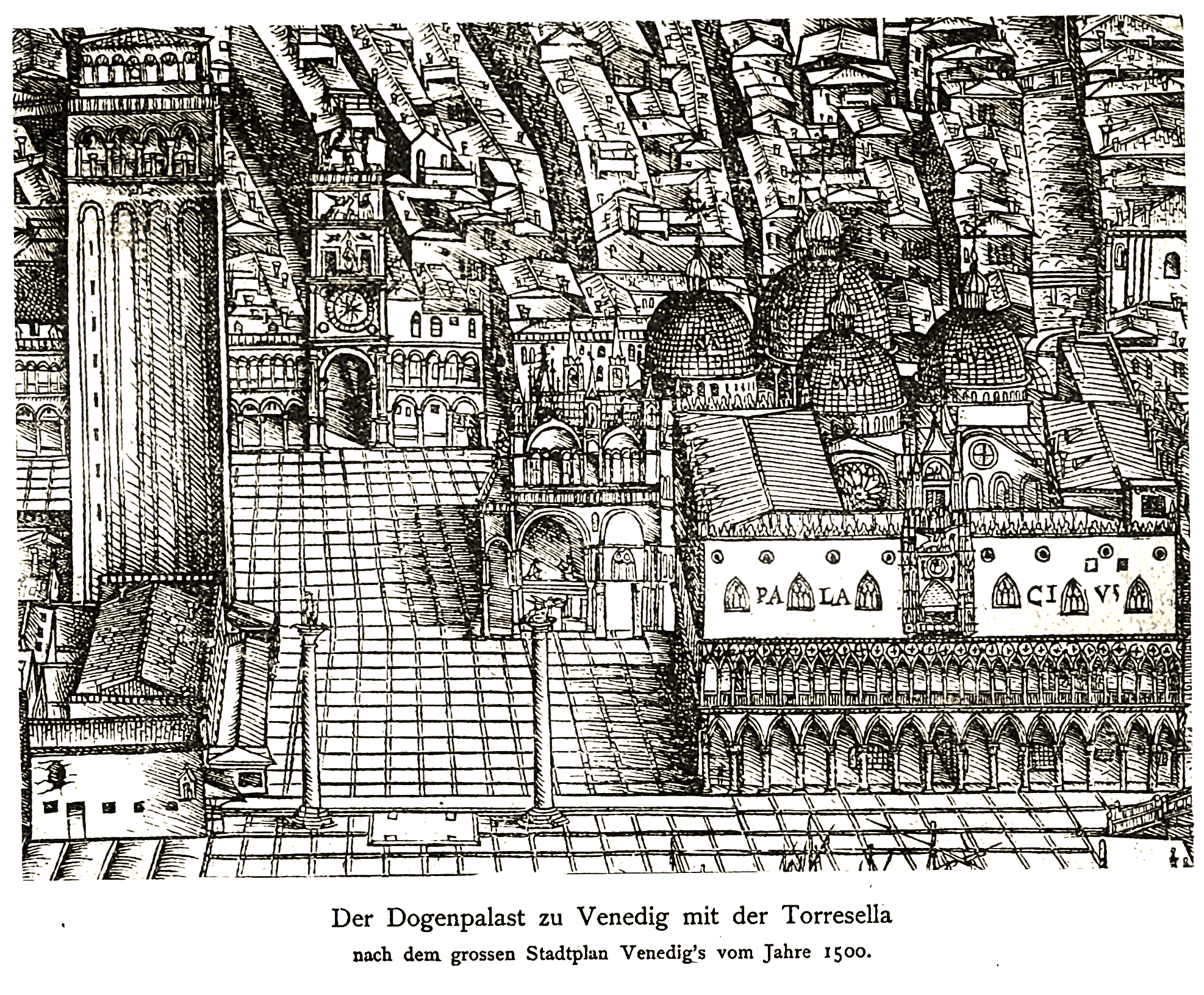
قصر دوجي (Doge) وسجن "لا توريسيلا" (La Torresella) في البندقية.

في عام 1505م، وفي عمر 23 عامًا، انضم كريستوف فرانكوپان إلى الخدمة العسكرية لدى ماكسيميليان الأول ملك هابسبورغ، أرشيدوق النمسا وملك الرومان. شارك في حرب عصبة كامبراي (1508م-1516م) ضد جمهورية البندقية وانتصر بالعديد من المعارك بما في ذلك الاستيلاء على ديفين وبازين (1509م). وفي المعركة، ميز نفسه كجندي وزعيم، ولهذا، في عام 1510م، أعطاه ماكسيميليان الأول، إمبراطور الإمبراطورية الرومانية المقدسة، بودغراد وبعض ممتلكات مدينة بوستوينا، وعيَّنَ فرانكوپان مستشارًا إمبراطوريًا. في عام 1511م، أصيب في وجهه أثناء الهجوم على قلعة موغيا بالقرب من ترييستي.
في عامي 1512م و1513م، حاول فرانكوپان مع والده استعادة جزيرة أجداده، جزيرة كرك، من البنادقة الذين استولوا عليها من عائلة فرانكوپان عام 1480م. في النصف الثاني من عام 1513م والنصف الأول من عام 1514م، خاض مرة أخرى معركة ضد البنادقة واستولى على مساحة كبيرة من فريولي، بما في ذلك مونفالكوني، تشيفيدالي ديل فريولي، وأوديني، ولكن البنادقة استعادوها لاحقًا.
في يونيو 1514م، أثناء الهجوم على مارانو Marano (غراديسكا Gradiška)، تم القبض عليه وسجنه في سجن "لا توريسيلا" (La Torresella) في قصر دوجي. ولم يكن الحبس في زنزانة بل في أماكن مريحة وكان عليه أن يدفع نفقاته بنفسه. توقع فرانكوپان أن يتم إطلاق سراحه مقابل فدية، ولكن بسبب وضعه العائلي، تم احتجازه أسيرًا لدى البنادقة حتى عام 1519م.
وافق البنادقة على تسليمه إلى فرانسوا الأول ملك فرنسا الذي أراد مبادلته بقريب محتجز في الأسر عند شارلكان ملك إسبانيا. نُقل فرانكوپان إلى ميلانو، حيث قام برشوة حارسين وهرب في 14 أكتوبر 1519م.

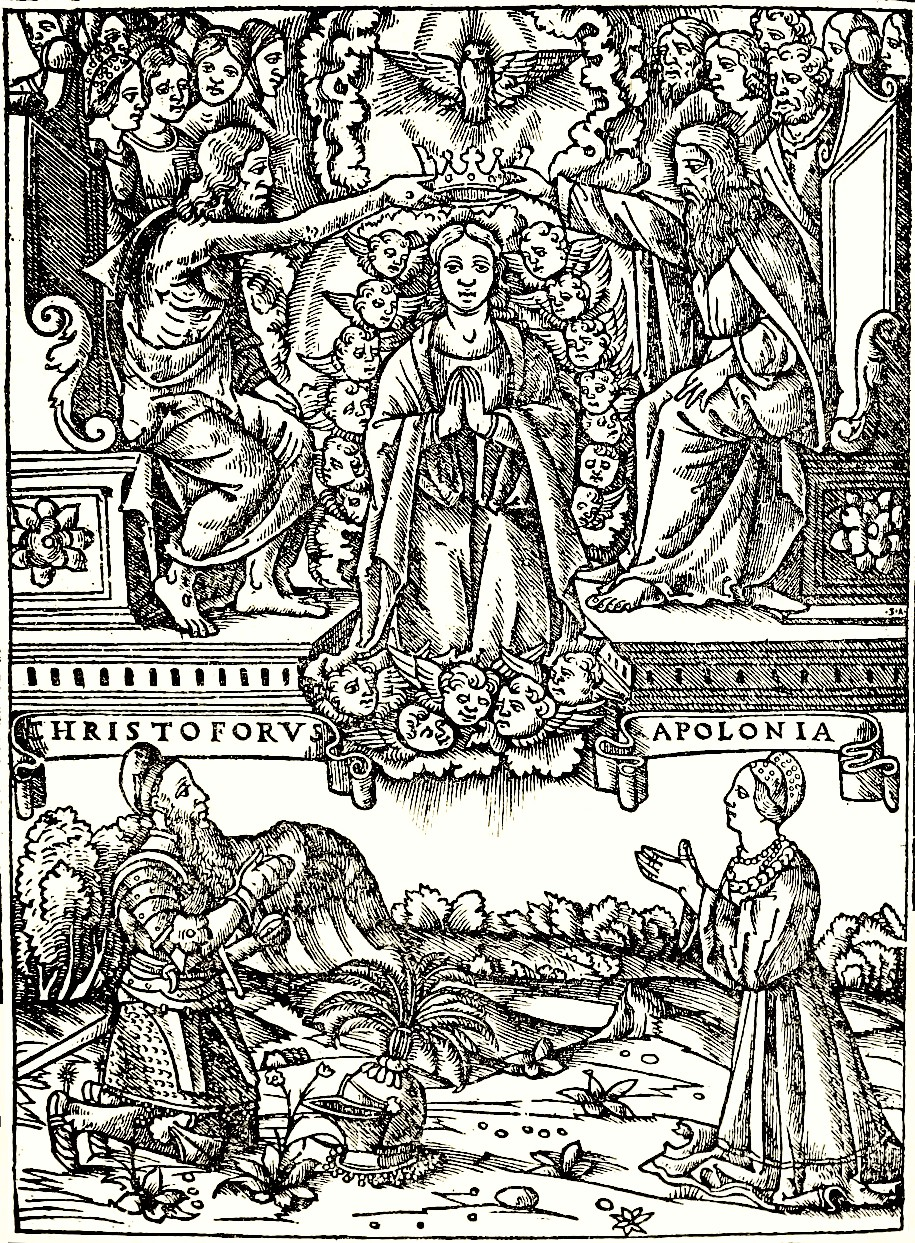
صورة من كتاب "Breviarium Romanum"، ويُشار إليه أيضًا باسم كتاب صلوات فرانكوپان (1518م، البندقية) الذي أنتجه كريستوف وأبولونيا فرانكوپان بينما كان كريستوف محتجزًا كأسير حرب في البندقية.

## معركة موهاكس
في صيف عام 1526م، بينما كان السلطان سليمان القانوني يتقدم بجيش الدولة العثمانية إلى المجر، طلب الملك لويس الثاني ملك المجر المساعدة من جميع أمراء أوروبا، لكن لم يأتِ إلا القليل. وبينما انضم فيرينك باتياني، بان كرواتيا، إلى الملك مع جيشه، انضم إليه عدد قليل من النبلاء الآخرين. هناك تكهنات بأن الأرشيدوق فرديناند ربما حذرهم لكي يقوموا بحماية وطنهم، وبالتالي حماية أراضي هابسبورغ، أو ربما لم يرغب الكروات في مساعدة الملك الذي لم يساعدهم عندما كانوا في حاجة إلى ذلك، ففي مجلس كريزيفتشي الذي عقد في 25 يناير 1526م، اشتكوا من الملك لويس الثاني وناقشوا إيجاد ملك جديد.
وبما أن الملك لويس الثاني لم يكن لديه جنرالات قادرين على قيادة جيش ضد العثمانيين، فقد استدعى كريستوف فرانكوپان، الذي بعد أن حصل على إذن من الأرشيدوق فرديناند، ركب مع 450 فارسًا للانضمام إلى الملك. بحلول 26 أغسطس، كان فرانكوپان في زغرب، يبحث عن المال ويقوم بالتحضيرات النهائية للانضمام إلى الملك. أرسل فرانكوپان رسالة إلى الملك لويس الثاني، ينصحه فيها بعدم الدخول في معركة مع السلطان العثماني سليمان القانوني، والبقاء في بودا أو في أي مكان آمن آخر حتى وصول يوحنا زابولياي، والبوهيميين، وفرانكوپان مع القوات الكرواتية. لم يستمع الملك لويس لتحذيراته، وقُتل في معركة موهاكس في 29 أغسطس 1526.  ومن بين الكروات الذين لقوا حتفهم كان ماتيجا فرانكوپان شقيق كريستوف فرانكوپان. 
في الخامس من سبتمبر، في رسالة مكتوبة بالخط الغلاغوليتي الكرواتي،  أخبر فرانكوپان فرانيو جوزيفيتش (Jozefics Ferenc)، أسقف سينج (Senj)، لماذا لم يتمكن من الوصول إلى موهاكس وأنه يأسف على خسارة الملك لويس، ولكن في رأيه، فإن النبلاء المجريين الذين خاطروا بمُلكهم ومملكتهم يستحقون الدرس الذي تلقوه من السلطان سليمان القانوني.  كان من رأيه أن هزيمة المجريين كانت "... نعمة وخلاصًا دائمًا لكرواتيا" لأنه لو انتصروا، فإن غرورهم لن يعرف حدودًا.  

## في خدمة زابلوياي
بعد هزيمة المجر في معركة موهاكس 1526م، وموت الملك لويس الثاني، أصبح العرش المجري فارغًا. قام الأرشيدوق فرديناند من هابسبورغ ، بناءً على زواجه من آنا جاجيلونيكا ، شقيقة الملك لويس ، بالمطالبة على الفور بعرش المجر لنفسه. لم يرغب معظم النبلاء المجريين في وجود ملك أجنبي، وبالتالي الكونت المجري الثري يوحنا زابولياي، استنادًا إلى مرسوم راكوس (1505م)، الذي أعلن بموجبه النبلاء المجريون أنه لا يجوز انتخاب أي أمير أجنبي ملكًا للمجر.  وهكذا بدأت حرب أهلية في كرواتيا والمجر بين الفصيل الموالي لهابسبورغ بقيادة فرديناند والفصيل الموالي للقوميين بقيادة زابوليا، وقرر كريستوف فرانكوپان التحالف مع الأخير. 

## مقتل كريستوف فرانكوپان

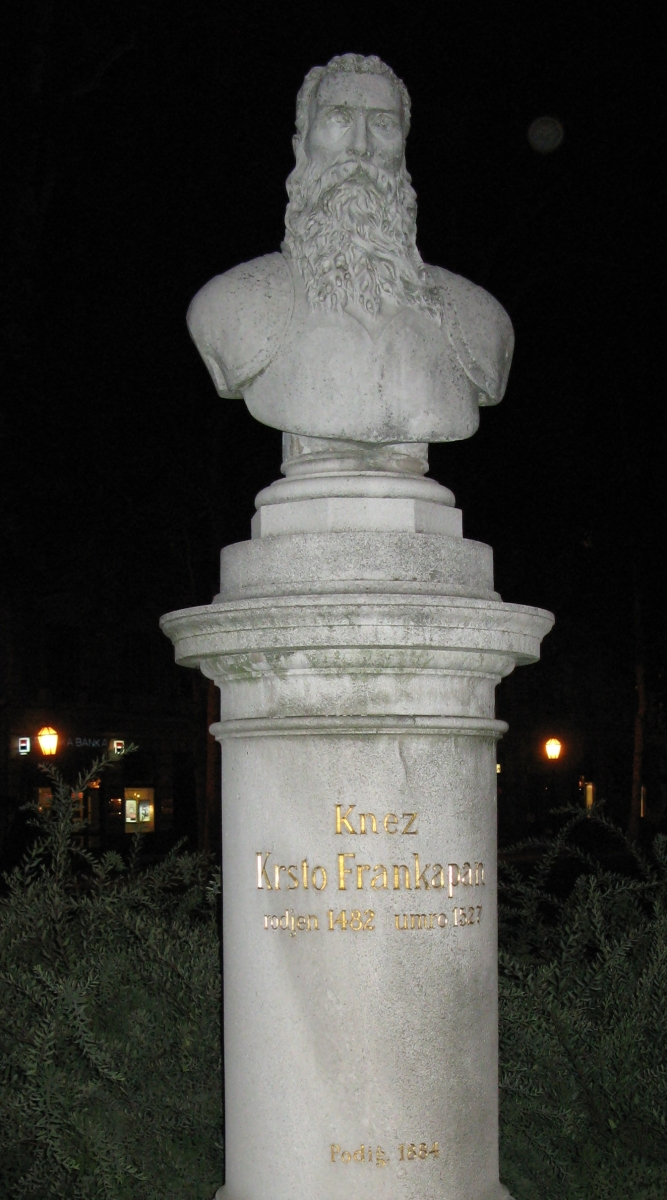
تمثال نصفي لكريستوف فرانكوپان في ساحة زرينجيفاتش في زغرب بكرواتيا.

في أوائل شهر يوليو من عام 1527م، التقى فرانكوپان مع السفير الفرنسي أنطونيو رينكون (Antonio Rincon) للتخطيط لعقد اجتماع مع زعيم الحرب الصربي يوفان نيناد (Jovan Nenad) للتفاوض معه على أن يوالي ويناصر يوحنا زابولياي، ولكن هذا الاجتماع لم يتم. في التاسع من يوليو، أصدر فرديناند هابسبورغ تعليماته إلى دبلوماسيه يوحنا هاباردانيكز (Johannes Habardanecz) بمنع اللقاء بين فرانكوپان وزعيم الحرب يوفان نيناد بأي ثمن. كان فرديناند يفهم تماما التهديد الذي يشكله فرانكوپان إذا نجح في ضم يوفان نيناد إلى صف يوحنا زابولياي، لذا عرض على يوحنا هاباردانيكز مكافأة قدرها 16,000 غولدن (gulden) مقابل القبض على فرانكوپان والسفير الفرنسي أنطونيو رينكون وإرسالهما إلى فيينا، ولكن إذا لم يكن ذلك ممكنًا، فيجب شنقهما على الفور. ولضمان اغتيال فرانكوپان، أرسل فرديناند أيضًا فيرينك باتياني عدو فرانكوپان خلفه. وفي 21 سبتمبر، أصدر تعليماته أيضًا إلى أسطفان ماجلاث (István Majláth) بإرسال جاسوسين وراء فرانكوپان.
في 27 سبتمبر 1527م، أثناء حصار قلعة فارازدين (Varaždin) في مملكة كرواتيا، وأثناء استطلاع القلعة أصيب فرانكوپان في بطنه، ربما من أحد مدافع الأسوار. ورغم معاناته من جرح خطير في أمعائه، حيث كانت أمعاؤه ظاهرة، ركب فرانكوپان جواده إلى معسكره، ولكن في وقت لاحق من تلك الليلة أثناء نقله لتلقي الرعاية الطبية توفي فرانكوپان.
يعتقد أن الجواسيس نجحوا لأنه بعد مقتله حصل ماجلاث على ملكية قلعة فوجاراس (Fogaras) ولربما كانت تلك هي مكافأته. استلم يوحنا تاهي من فرانا (János Tahy of Vrana) جيش فرانكوپان بعد مقتله، ولكن بسبب كراهية الكروات له سرعان ما انهار جيش زابولياي في كرواتيا وسلافونيا.

## الأدب
ذُكر كريستو فرانكوبان في كتابين:
بقلم هنري ثود : باللغة الألمانية: Der Ring des Frangipani (1895) وباللغة الإنجليزية: Frangipani's Ring (1900)
بقلم ميلوتين سيهلار نيهايف : بالكرواتية: فوتشي (1928)، دراما تاريخية.